# Višnja Nikolić
Višnja Nikolić cyr. Вишња Николић (ur. 24 lutego 1983 w Inđii) – serbska malarka i graficzka.

## Życiorys
Córka Svetislava Nikolicia i Vericy z d. Mišković. W 2005 ukończyła studia z zakresu grafiki w Akademii Sztuk Pięknych w Nowym Sadzie (klasa Zorana Todorovicia). Naukę kontynuowała w Salzburgu w klasie profesora Konrada Wintera. Pracuje na stanowisku konserwatora dzieł sztuki w Archiwum Wojwodiny w Nowym Sadzie.

## Twórczość
Pierwsza indywidualna wystawa prac artystki została otwarta w 2005 w centrum kultury w Inđii. W latach 2005-2013 wystawiała swoje prace w ramach 9 wystaw indywidualnych: w Belgradzie, Nowym Sadzie, Kragujevacu, Čačaku i w Niszu, a także w ramach sześciu wystaw zbiorowych współczesnej sztuki serbskiej (Bułgaria, Niemcy, Czechy). Twórczość Nikolić stanowią w większości abstrakcyjne grafiki inspirowane geometrią współczesnego miasta, o wysokim stopniu kontrastu. Artysta wykorzystuje w swoich pracach druk wklęsły.

## Galeria

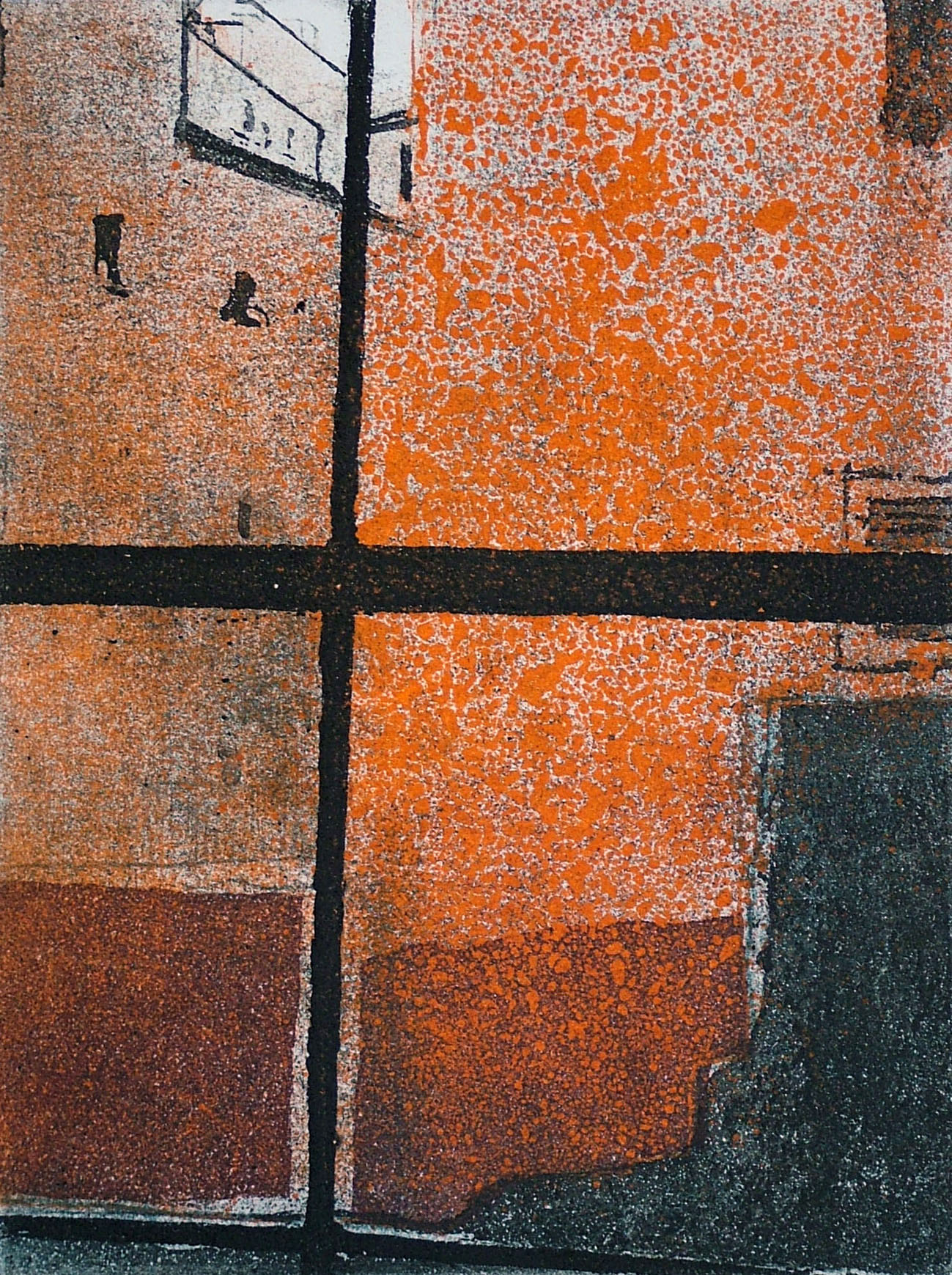
Kroz prozor (2006)
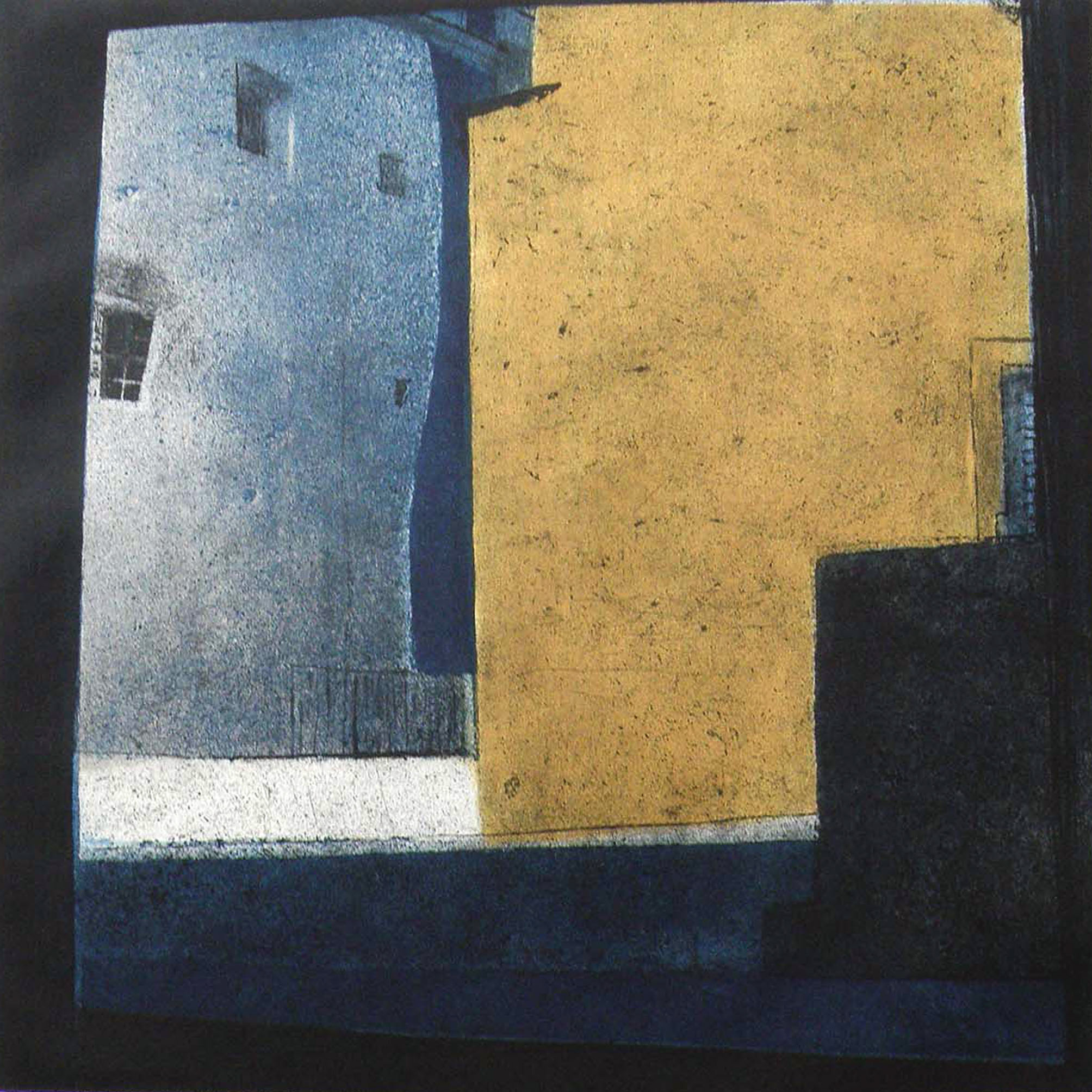
Pogled kroz prozor (2007)
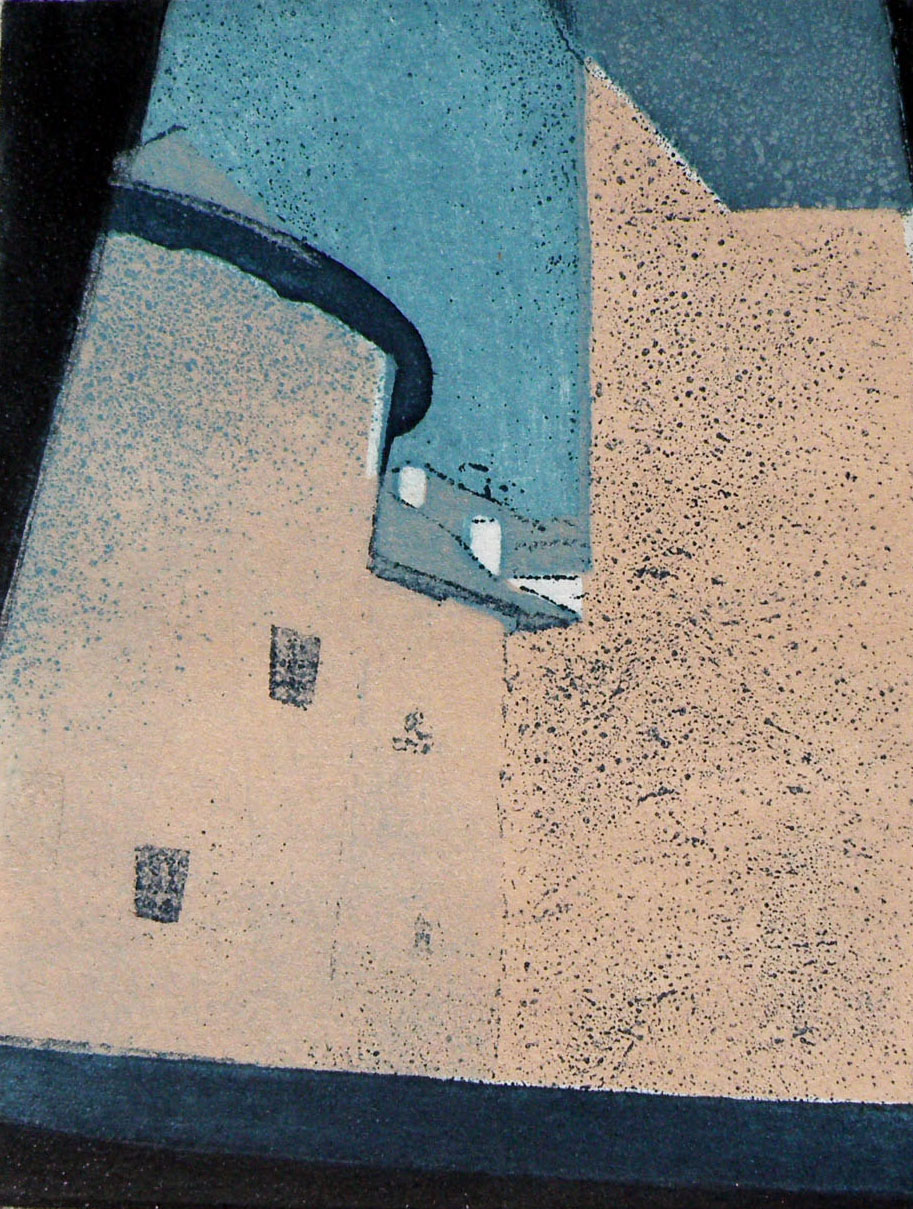
Isečak grada (2010)
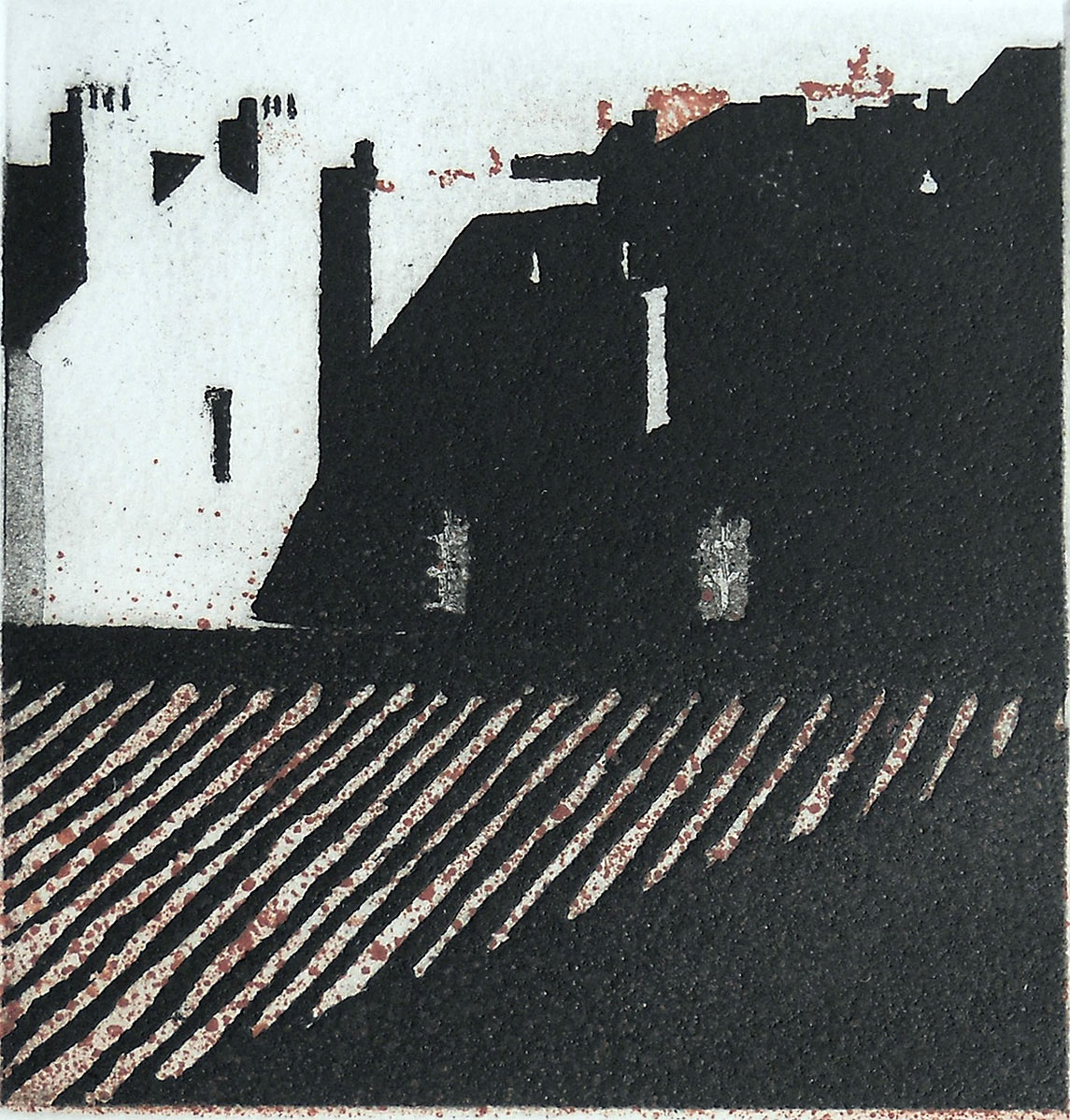
Čist opažaj (2012)